# Kronprins Frederiks Bro
Kronprins Frederiks Bro (deutsch Kronprinz-Frederik-Brücke) ist eine 151 Meter lange Klappbrücke, die bei Frederikssund über den Roskilde-Fjord führt und die auf der dänischen Insel Seeland die Halbinseln Hornsherred und Nordsjælland miteinander verbindet. Über die zweispurige Straßenbrücke führt die Primærrute 53, die von Hillerød bis Kirke Sonnerup verläuft und dort täglich von 20 779 Fahrzeugen befahren wird (Stand 2009). Das von Dänemarks Brückenpionier Anker Engelund (1889–1961) entworfene Bauwerk wurde 1935 fertiggestellt.

## Geschichte
Eine feste Fährverbindung zwischen Frederikssund und Hornsherred ist erstmals für das Jahr 1539 – in der Zeit des dänischen Königs Friedrich II. – dokumentiert. Die Verbindung wurde erst rund 430 später durch den Vorgänger der heutigen Brücke abgelöst: eine 151 Meter lange, hölzerne Pontonbrücke, die am 3. Juni 1868 eröffnet und nach dem damaligen Kronprinzen und späteren König Friedrich VIII. benannt wurde. Wegen des Verschleißes des Bauwerks und zunehmenden Verkehrs wurde 1930 auf Beschluss des Amtsrats des Frederiksborg Amts der Bau einer neuen Brücke geplant. Der Neubau wurde nach anderthalbjähriger Bauzeit am 30. Oktober 1935 per Knopfdruck von Christian X. feierlich eröffnet. An der Feier nahmen ebenfalls die damalige Kronprinzessin Ingrid sowie der Sohn von Christian X. und spätere König Frederik IX. teil. Der Name Kronprins Frederiks Bro wurde beibehalten. Während der Unterbau vom Bauunternehmen Bjørn Frederiksen durchgeführt wurde, zeichneten für den Stahlüberbau die Firmen Vølund und die Helsingør Skibsværft verantwortlich.
Weil die Kronprins Frederiks Bro ein Nadelöhr für den Verkehr von der Hovedstadsområdet nach Hornsherred bedeutet, wird für die Strecke der Bau einer neuen Verbindung diskutiert. Ein Vorschlag sieht dabei einen Straßentunnel unter dem Roskilde-Fjord vor, der durch Maut finanziert werden würde.